# DM i cykelcross 2011
Danmarksmesterskaberne i cykelcross 2011 var den 42. udgave af DM i cykelcross. Mesterskabet fandt sted 9. januar 2011 i Haderslev.
Hos kvinderne vandt Annika Langvad sit første danmarksmesterskab i cykelcross. I herrerækken vandt hjemmebanefavoritten Kenneth Hansen ligeledes sit første DM, efter han vandt bronze året før.

## Resultater
| Event        | Guld           | Sølv                 | Bronze                 |
| ------------ | -------------- | -------------------- | ---------------------- |
| Herrer       |                |                      |                        |
| Herrer elite | Kenneth Hansen | Joachim Parbo        | Tommy Moberg Nielsen   |
| Herrejunior  | Magnus Cort    | Emil Arvid Olsen     | Nikolaj Rud Østergaard |
| Damer        |                |                      |                        |
| Damer elite  | Annika Langvad | Margriet Kloppenburg | Nikoline Hansen        |